# يليكا كومنينوفيتش
يليكا كومنينوفيتش (بالسيريلية الصربية: Јелица Комненовић) مواليد 20 أبريل 1960 في جمهورية يوغوسلافيا الاشتراكية الاتحادية، هي لاعبة كرة سلة صربية سابقة. مثلت منتخب بلادها. شاركت في دورة الألعاب الأولمبية الصيفية سنة 1980. حققت المركز الأول في الألعاب الجامعية الصيفية 1987.

## سجل المنافسة
شاركت في المنافسات التالية:
- الألعاب الأولمبية الصيفية 1980
- الألعاب الأولمبية الصيفية 1984
- كأس العالم لكرة السلة للسيدات 1983

## الميداليات
| الميدالية | المسابقة                       |
| --------- | ------------------------------ |
| برونزية   | الألعاب الأولمبية الصيفية 1980 |
| ذهبية     | الألعاب الجامعية الصيفية 1987  |
| برونزية   | الألعاب الجامعية الصيفية 1983  |

## روابط خارجية
- يليكا كومنينوفيتش على موقع الاتحاد الدولي لكرة السلة (الإنجليزية)
- يليكا كومنينوفيتش على موقع بروبوليرز (الإنجليزية)
- يليكا كومنينوفيتش على موقع سبورتس رفرنس (الإنجليزية)
- يليكا كومنينوفيتش على موقع اللجنة الأولمبية الدولية (الإنجليزية)
- يليكا كومنينوفيتش على موقع أوليمبيديا (الإنجليزية)